# خطة ينون
تُشير خطة ينون (بالإنجليزية: Yinon Plan)‏ إلى مقال نُشر في فبراير 1982 في المجلة العبرية كيفونيم («الاتجاهات») بعنوان «إستراتيجية لإسرائيل في الثمانينيات». كتب المقال عوديد ينون، المشهور كمستشار سابق لأرييل شارون، مسؤول كبير سابق في وزارة الخارجية الإسرائيلية  وصحفي في جيروزاليم بوست.
يُستشهد به كمثال مبكر لوصف المشاريع السياسية في الشرق الأوسط بمنطق الانقسامات الطائفية. وقد لعبت دورًا في كل من تحليل حل النزاعات من قبل الباحثين الذين يعتبرونها قد أثرت في صياغة السياسات التي اعتمدتها الإدارة الأمريكية في عهد جورج دبليو بوش، وكذلك في نظريات المؤامرة التي بموجبها توقع المقال أو خطّط لأحداث سياسية كبرى في الشرق الأوسط منذ الثمانينيات، بما في ذلك غزو العراق عام 2003 والإطاحة بصدام حسين، والحرب الأهلية السورية وصعود داعش. تم الادعاء بأن مقال ينون قد تم تبنيه من قبل أعضاء معهد الاستراتيجيات الصهيونية في الإدارة الأمريكية حتى تم تناوله بشكل مفترض كوسيلة لتعزيز المصالح الأمريكية في الشرق الأوسط، وكذلك تحقيق الحلم اليهودي بدولة "من جدول مصر إلى نهر الفرات"، وتشمل غالبية الشرق الأوسط، كما هو مكتوب في الكتاب المقدس العبري.
كانت مجلة «كيفونيم» مُكرّسة لدراسة اليهودية والصهيونية، وقد ظهرت بين عامي 1978 و 1987، ونشرها قسم الإعلام في المنظمة الصهيونية العالمية في القدس.

## حجة الورقة
يجادل ينون بأن العالم كان يشهد حقبة جديدة في التاريخ لم يسبق لها مثيل، الأمر الذي تطلب تطوير منظور جديد واستراتيجية تشغيلية لتنفيذه. كانت الأسس العقلانية والإنسانية للحضارة الغربية في حالة انهيار. كان الغرب يتفكك قبل الهجوم المشترك للاتحاد السوفيتي والعالم الثالث، وهي ظاهرة يعتقد أنها مصحوبة بتصاعد في معاداة السامية، وكل ذلك يعني أن إسرائيل ستصبح الملاذ الآمن الأخير لليهود للجوء إليها. العالم العربي الإسلامي الذي يحيط بإسرائيل قد تم تقطيعه بشكل تعسفي إلى 19 دولة غير متجانسة عرقيا من قبل القوى الإمبريالية، فرنسا وبريطانيا العظمى، وكان مجرد «بيت مؤقت من الورق قام بتجميعه الأجانب»، وفكرة أن القومية العربية كانت بيتًا من ورق محكوم عليه بالانهيار قد قيلت بالفعل من قبل فؤاد عجمي قبل بضع سنوات،  حيث أنها تتألف من أقليات وأغلبية عرقية معادية لبعضها البعض، والتي بمجرد تفككها، حسب تفسير عجمي، لن تستطع هذه الإقطاعيات القبلية الإقطاعية أن تتحدى إسرائيل. عوامل الطرد المركزي من شأنها أن تؤدي إلى نشوء ديناميكية التجزئة التي، على الرغم من كونها محفوفة بالمخاطر للغاية، إلا أنها ستوفر لإسرائيل فرصًا لم تستغلها عام 1967.
ثم يشرع في تحليل نقاط الضعف في الدول العربية، من خلال الاستشهاد بما يعتبره عيوبًا في بنيتها الوطنية والاجتماعية، مستنتجًا أن إسرائيل يجب أن تهدف إلى تفتيت العالم العربي إلى فسيفساء من التجمعات العرقية والطائفية. «كل نوع من المواجهة العربية - العربية» سيكون مفيدًا لإسرائيل على المدى القصير. رأى الأحداث المعاصرة في لبنان بمثابة نذير للتطورات المستقبلية بشكل عام في جميع أنحاء العالم العربي. سوف تخلق الاضطرابات سابقة لتوجيه الاستراتيجيات الإسرائيلية قصيرة وطويلة المدى. على وجه التحديد، أكد أن الهدف المباشر للسياسة يجب أن يكون تفكيك القدرات العسكرية للدول العربية شرق إسرائيل، في حين أن الهدف الأساسي طويل الأجل يجب أن يعمل على تشكيل مناطق فريدة محددة من حيث االهويات الدينية والعرقية.

## مخطط للشرق الأوسط

### مصر
اعتقد ينون أن اتفاقات كامب ديفيد 1978، اتفاقية السلام التي وقعها مناحم بيجن وأنور السادات، كانت خاطئة. كان أحد أهداف إسرائيل في الثمانينيات، كما زعم ينون، تقطيع أوصال مصر، الدولة التي وصفها بأنها «جثة»، من أجل إعادة الوضع السابق، عندما كانت إسرائيل تسيطر على شبه جزيرة سيناء. ينون يأمل في رؤية تشكيل دولة قبطية مسيحية على الحدود الشمالية لمصر. علّق ينون التوقعات على إعادة الغزو الإسرائيلي السريع لسيناء بسبب تمزق مستقبلي من قبل مصر لشروط السلام التي توسطت فيها الولايات المتحدة، وهو الأمر الذي لم يحدث في عهد حسني مبارك.

### الأردن والضفة الغربية
في روايته للسياسة الخارجية الروسية والعرب، يضع يفكيني بريماكوف ورقة ينون في سياقها من حيث مضمون ما قاله سفير الولايات المتحدة إلى الأمم المتحدة، جورج بال، في شهادته في أغسطس أمام لجنة الشؤون الخارجية بمجلس الشيوخ الأمريكي. أشار بال، الذي كان يناقش الغزو الإسرائيلي الثاني للبنان  في وقت سابق من شهر يونيو، إلى المحادثات مع أرئيل شارون، والتي ورد فيها أن شارون ذكر أن استراتيجيته طويلة المدى تتمثل في "إخراج الفلسطينيين من الضفة الغربية.. والسماح فقط بما يكفي منهم للبقاء للعمل "." اقترحت ورقة ينون أن السياسة الإسرائيلية، في كل من الحرب والسلام، يجب أن تهدف إلى هدف واحد هو "تصفية الأردن" كما تحكمها المملكة الهاشمية، إلى جانب زيادة الهجرة الفلسطينية من الضفة الغربية إلى شرق الأردن. تفكّك الأردن، كما اعتقد ينون، سيضع حداً لمشكلة وجود تجمعات كثيفة للفلسطينيين في الأراضي الفلسطينية التي احتلتها إسرائيل في حرب الأيام الستة عام 1967، مما يتيح لهم بالانتقال إلى أراضي تلك المملكة السابقة.

### لبنان
غذت ورقة ينون نظرية مؤامرة لبنانية قديمة ضد وحدة أراضيها تعود إلى عام 1943، والتي بموجبها كان من المقرر أن يتم تجميع البلاد على أسس عرقية قومية. على وجه الخصوص خلال السبعينيات أخذت الفكرة حيز التنفيذ، وخاصة بعد اندلاع الحرب الأهلية في لبنان عام 1975، ارتبطت بشخصية هنري كيسنجر الذي كان يُعتقد أن دبلوماسيته في الشرق الأوسط تضر بشكل كبير بالمصالح اللبنانية، والذي ترددت شائعات أنه يخطط لتقسيم لبنان إلى دولتين.

### العراق
اعتبر ينون العراق بثروته النفطية التهديد الأكبر لإسرائيل. كان يعتقد أن الحرب الإيرانية العراقية ستقسم العراق، الذي يجب أن يكون حله هدفًا إسرائيليًا استراتيجيًا، وتوقع ظهور ثلاثة مراكز عرقية: الشيعة الذين يحكمون من البصرة، والسنة في بغداد، والأكراد وعاصمتهم في الموصل، حيث كل منطقة تسير على غرار التقسيمات الإدارية للدولة العثمانية السابقة.

## ردود الفعل

### استقبال معاصر
سرعان ما ظهرت ترجمة إنجليزية لإسرائيل شاحاك في مجلة الدراسات الفلسطينية. فسّر شاحاك في مقدمة ترجمته الخطة على أنها خيالية وانعكاس صادق للإستراتيجية التي طورها أرييل شارون ورافائيل إيتان، ووضعت أوجه تشابه مع كل من الأفكار الجيوسياسية التي ازدهرت في ألمانيا من عام 1890 حتى عام 1933، تبناها هتلر فيما بعد وطبقها في أوروبا الشرقية، وتفكير «المحافظين الجدد الأمريكيين» الحديث، الذي أثر على ينون، لجمعه من المصادر المذكورة في ملاحظاته. لقد قيل إن ترجمة شاحاك الإنجليزية هي التي دفعت ينون إلى دائرة الضوء العامة.
وبحسب وليام حداد، فقد أثار نشر المقال ضجة كبيرة في ذلك الوقت. أشار حداد إلى أن كاتب العمود الأمريكي جوزيف كرافت، بعد شهر، ردد أفكار ينون في مقال مفاده أن سوريا ستنهار من الداخل إلى شظايا طائفية مكونة من مجتمعات علوية ودروز وسنية كانت الدولة التي سيتم احتلالها بعد الغزو الإسرائيلي، وأن مثل هذا الحدث يجب أن يسبب أصداء في جميع أنحاء العالم العربي، مما يؤدي إلى إعادة تشكيل الدول الجزئية العرقية المضمونة لإدخال عصر السلام. تم رفض الفكرة في ذلك الوقت. تلقى مقال ينون عدة ردود أخرى، وتمت مراجعته في نيوزويك (26 يوليو 1982، ص 32) ووول ستريت جورنال (8 ديسمبر 1982، ص 34). راجع عاموس إيلون المقال في صحيفة هاآرتس وقلق من أن المعلقين الأمريكيين على إسرائيل يغضون الطرف عن المواقف اللاعقلانية التي أظهرتها مقالة ينون. أولئك الذين أشاروا إلى مثل هذه الاتجاهات في السياسة الإسرائيلية تعرضوا للتشهير. قام ديفيد وينز بمراجعة المقال الخاص بالمجلة الدولية لدراسات الشرق الأوسط، بوضعه في سياقه من حيث عملين آخرين ظهرا في العام نفسه مع مقال ينون، وهي مجموعة حررها إبراهيم أبو لغد وكتاب مايكل ج. كوهين فيما يتعلق بالسياسات الإقليمية الأمريكية والبريطانية والصهيونية على المدى الطويل، حيث قال كلاهما إن هذه السياسات تم إملائها فقط من قبل سياسة واقعية غير مبالية بالمظالم الفلسطينية. في ضوء المثال الفوري للغزو الإسرائيلي للبنان في العام نفسه، خلص وينز إلى أن الأجزاء الثلاثة جميعها خلقت «مخاوف خطيرة بشأن التطورات الحالية والمستقبلية في الشرق الأوسط».
زعم مقال نُشر عام 1983 عن المنشور الشهري للمنظمة الاشتراكية في إسرائيل متسبين، أن المقال يكشف العقول وراء سياسة إسرائيل الخارجية. على هذه المزاعم، ردّ ينون في مقابلة مع صحيفة (HaOlam HaZeh) الأسبوعية المناهضة للمؤسسة، مدعيا أنه ليس من المعجبين أو الصديقين لقادة إسرائيل في ذلك الوقت، بمن فيهم أرييل شارون ومناحم بيجن، ولا يدعمهم. كما ادعى ينون أن مقالاً مشابهًا لمقاله قد نُشر في صحيفة يسارية تابعة لحركة الكيبوتسات.
الفيلسوف الفرنسي الذي اعتنق الإسلام، ومنكر الهولوكوست، روجيه غارودي، الذي كان متزوجًا من فلسطينية، استخدم النص في العام التالي في النسخة الإنجليزية من كتابه (L'Affaire Israel: le sionisme politique) لدعم رأيه، بخصوص أنه تم وضع آلية لطرد العرب مما كان يعرف بأرض الميعاد وتفكيك الدول العربية. أوضح الأمير الأردني الحسن بن طلال محتويات الكتاب في كتاب عن آفاق السلام، في عام 1984، كما فعلت كريستين موس هيلمز في دراسة لمؤسسة بروكينغز.

### تفسيرات لاحقة
اعتبر يهوشافات هاركابي أنّ تحليل ينون لضعف الدول العربية على أنه صحيح بشكل عام، بينما أعرب عن شكوكه حول مُقترح سعي إسرائيل نحو تفكيكها. وتساءل إذا كان تفكك الدول العربية حتميا، فلماذا يكون من الضروري أن تتدخل إسرائيل؟ اعتبر رالف شوينمان بأن مبدأ فرق تسد يتبع «النمط الإمبراطوري العريق».
يُشير مردوخاي نيسان، مثل حداد، إلى أن المقال أحدث موجات، وأثار الفضول والغضب على حد سواء، لأنه أدى إلى تغذية الشكوك الإقليمية بأن إسرائيل كانت عازمة على «بلقنة» الجيران. اعتقد مردوخاي أن الغضب الإقليمي مبالغ فيه ومثير للشك: إن اقتراح ينون الواضح بأن إسرائيل تتبنى دورًا تدخليًا لتحريض تفكك الدول العربية الذي اعتقد المؤلف أنه أمر لا مفر منه، وأضاف أنه عمل على خلق انطباع بأن إسرائيل كانت منخرطة في مؤامرة شريرة، في حين أن الآراء التي تم التعبير عنها تُمثّل ينون وحده، ولا تمثل سياسة الحكومة الإسرائيلية.
وصفها إيلان بيليج بأنها «مرآة حقيقية لنمط تفكير اليمين الإسرائيلي في ذروة حكم بيجن». قام نعوم تشومسكي بتحليل أكثر دقة للسياق التاريخي: الآراء التي يتبناها ينون يجب فصلها عن النظرة الصهيونية الرسمية السائدة في ذلك الوقت، في تجسيد «التخيلات الأيديولوجية والجيوسياسية» التي يمكن تحديدها مع الخط الذي تم تطويره حزب تهيا القومي المتطرف، الذي تأسس عام 1979. ومع ذلك، يمكن تقديم حجة، كما يقول، أن الجزء من التيار الرئيسي للصهيونية الاشتراكية في رأيه قد قدم أفكارًا مماثلة. يستشهد تشومسكي بتأييد إستراتيجية دافيد بن غوريون عندما تأسست دولة إسرائيل لسحق سوريا وشرق الأردن، وضم جنوب لبنان وترك ما تبقى من الشمال للمسيحيين الموارنة، وقصف مصر إذا كانت ستقاوم. حذر تشومسكي من الرضا عن هذه الأفكار الهامشية منذ ذلك الحين، كما قال: «إن تاريخ الصهيونية بأكمله ولاحقًا تاريخ إسرائيل، لا سيما منذ عام 1967، هو تحول تدريجي نحو مواقف أولئك الذين كانوا يُعتبرون سابقًا متطرفين يمينيين.»
تقول فرجينيا تيلي إن هناك توترًا قويًا بين الولايات المتحدة كقوة مهيمنة عالمية تعتمد على أنظمة دولة إقليمية قوية، ومصالح إسرائيل في نظام دولة ضعيف في الشرق الأوسط خارج حدودها من ناحية أخرى. في هذا السياق، تستشهد بآراء ينون على أنها توضح المنطق الأخير، لكنها توضح أنها لم تكن فريدة تمامًا في ذلك الوقت، حيث كتب زئيف شيف في هآرتس في نفس الشهر، 5 فبراير 1982، أكد أن المصالح الجيوستراتيجية لإسرائيل ستخدم بشكل أفضل من خلال تفتيت العراق، على سبيل المثال، إلى كيان ثلاثي يتكون من دول شيعية وسنية معزولة عن الواقع الكردي الشمالي.
ليندا هيرد، التي كتبت لـكاونتربنش في عام 2006، استعرضت السياسات الأخيرة في عهد جورج دبليو بوش مثل الحرب على الإرهاب، والأحداث في الشرق الأوسط من الحرب الإيرانية العراقية إلى غزو العراق 2003، وخلصت إلى:
هناك شيء واحد نعرفه. إن «الخطة الصهيونية للشرق الأوسط» التي أطلقها عوديد ينون عام 1982 تتبلور إلى حد كبير. هل هذه محض صدفة؟ هل كان ينون نفساني موهوب؟ ربما! بدلاً من ذلك، نحن في الغرب ضحايا أجندة طويلة الأمد ليست من صنعنا وبدون شك ليست في مصلحتنا. 
في عام 2017، اعتبر كل من تيد بيكر، أستاذ القانون السابق في والتر ماير في جامعة نيويورك، وبريان بولكينهورن، الأستاذ المتميز في تحليل الصراعات وحل الخلافات بجامعة سالزبوري، بأن خطة ينون قد تم تبنيها وصقلها في وثيقة سياسة عام 1996 بعنوان "كسر نظيف: إستراتيجية جديدة لتأمين العالم (بالإنجليزية: A Clean Break: A New Strategy for Securing the Realm)‏، كتبتها مجموعة بحثية في معهد الدراسات السياسية والاستراتيجية المتقدمة التابع لإسرائيل في واشنطن. أدار المجموعة ريتشارد بيرل، الذي أصبح بعد بضع سنوات أحد الشخصيات الرئيسية في صياغة استراتيجية حرب العراق التي تمّ تبنيها خلال إدارة جورج دبليو بوش في عام 2003.
يعترف كل من بيكر وبولكينهورن بأن ما يقع لأعداء إسرائيل في الشرق الأوسط (احتلال إسرائيل للضفة الغربية وهضبة الجولان وحصار غزة وغزو لبنان وقصف العراق والضربات الجوية في سوريا ومحاولاتها لاحتواء القدرات النووية الإيرانية) ينطبق مع ما جاء في خطة ينون وتحليل الكسر النظيف، لتكون دليلاً على أن إسرائيل منخرطة في نسخة حديثة من اللعبة الكبرى، بدعم من التيارات الصهيونية في المحافظين الجدد الأمريكيين والحركات الأصولية المسيحية. وخلُصا أيضًا إلى أن حزب الليكود يبدو أنه نفذ الخطتين.

## الهوامش
1. ↑  Yinon 1982b، صفحات 49–59: Estrategiah le-Yisrael bi-Shnot ha-Shmonim.
2. 1 2  Talal 1984، صفحة 118.
3. 1 2 3  Primakov 2009، صفحة 201.
4. ↑  Legrain 2013، صفحة 266, n.19.
5. 1 2  Masalha 2000، صفحة 94.
6. ↑  Feeley 2010، صفحة 79.
7. 1 2  Sleiman 2014، صفحة 94.
8. ↑  Legrain 2013.
9. 1 2 3  Becker & Polkinghorn 2017، صفحة 148.
10. ↑  Cohen Tzemach 2016.
11. ↑  Karmi 2007، صفحة 27.
12. ↑  Bernstein 2012، صفحة 13.
13. ↑  Chomsky 1999، صفحة 471 n.19.
14. ↑  Yinon 1982b، صفحات 49–59.
15. 1 2 3  Chomsky 1999، صفحة 456.
16. 1 2  Labévière 2000، صفحة 206.
17. ↑  Ali 1990، صفحة 29.
18. ↑  Ahmad 2014، صفحة 83.
19. 1 2 3 4 5  Heard 2006.
20. ↑  Tilley 2010، صفحات 107–108.
21. ↑  Ahmad 2014، صفحة 82.
22. ↑  Sleiman 2014، صفحات 76–77.
23. ↑  Sleiman 2014، صفحة 77.
24. ↑  Haddad 1985، صفحة 116 n.18.
25. ↑  Yinon 1982a، صفحات 209–214.
26. ↑  Shahak & Yinon 1982، صفحة v.
27. ↑  Shahak & Yinon 1982، صفحات iii, v.
28. 1 2  Haddad 1985، صفحة 104.
29. ↑  Helms 1990، صفحة 48.
30. ↑  Peleg 2012، صفحة 310 n.56.
31. ↑  Waines 1984، صفحات 418–420.
32. ↑  Matzpen 1983.
33. ↑  Garaudy 1983، صفحة 133.
34. ↑  Helms 1984، صفحة 54.
35. ↑  Harkabi 1989، صفحة 58.
36. ↑  Schoenman 1988، صفحات 103,112–113.
37. ↑  Nisan 2002، صفحات 275–276,332 notes 14,15.
38. ↑  Peleg 2012، صفحة 43.
39. ↑  Chomsky 1999، صفحة 456-457.
40. ↑  Tilley 2010، صفحات 107–111; 250 note 19.
41. ↑  Becker & Polkinghorn 2017، صفحات 148–149.